# Svenskar i amerikansk film

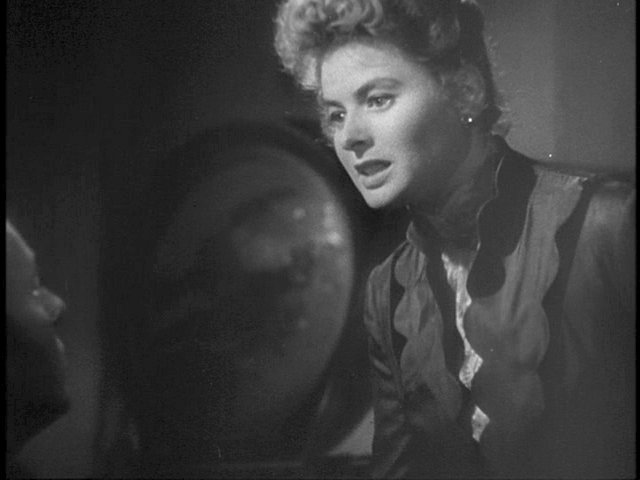
Ingrid Bergman belönades med en Oscar för sin roll i Gasljus (1944).

Vid början av 2000-talet började massmedia prata om den svenska invasionen av Hollywood. Trots detta har både engelsk och amerikansk film fått svenska inslag sedan tidigt 1900-tal och framåt, ända fram till idag. För övrigt så har svensk film haft stora framgångar i USA, och även varit förlagor till ett antal amerikanska filmer, och flera svenska filmarbetare har varit förebilder inom den amerikanska filmvärlden. USA har även producerat ett flertal filmer med svenska böcker som förlagor. De senaste av dessa filmer är gjorda efter att de svenska versionerna gjort stor succé i USA.
De centrala svenskarna som Hollywood-skådespelare var bland annat Ingrid Bergman och Greta Garbo. Båda två har, tillsammans med fyra andra svenskar, fått en stjärna på Hollywood Walk of Fame..

## Historia

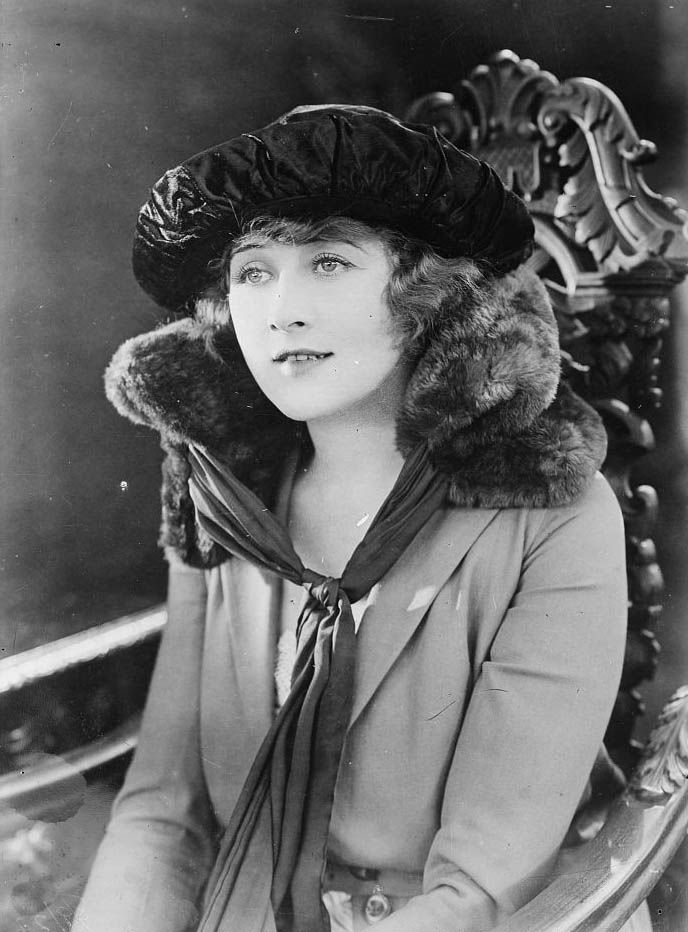
Anna Q. Nilsson 1921.

### 1905–1949
Kvinnan som även räknas som Sveriges första filmstjärna hade huvudsaklig karriär i USA. Anna Q. Nilsson emigrerade dit 1905, endast 17 år gammal, för att bli barnflicka. Hon drogs in i filmindustrin och medverkade i över tvåhundra filmproduktioner, blev utsedd till Amerikas vackraste kvinna och fick en stjärna på Hollywood Walk of Fame.
Vid mitten av 1920-talet åkte regissören Mauritz Stiller till USA med sin nyfunna stjärna Greta Gustafsson, mer känd som Greta Garbo, efter en inbjudan att göra film i Amerika. Stiller fick en problematisk vistelse i Hollywood på grund av sin dåliga engelska, bättre gick det för Garbo. När Stiller reste hem till Stockholm igen, gjorde hon karriär. Efter fem år i USA hade hon ett förhållande med skådespelaren John Gilbert och hade även fått två Oscarsnomineringar för hennes framträdanden i filmerna Anna Christie och Romantik på den tredje Oscarsgalan. Hon fortsatte att vara amerikansk skådespelare och medverkade i ett flertal andra filmer, tills hon år 1941 slutade spela in film, nio år senare blev hon amerikansk medborgare. Greta Garbo blev senare av Amerikanska Filminstitutet rankad som Amerikas femte bästa skådespelerska.
I motsats till hur det gick för Stiller gick det framåt för hans vän och kollega Victor Sjöström i USA när han kom dit 1923, men det blev endast ett fåtal år i Hollywood. Ingen av hans filmer har blivit särskilt ihågkomna till dagens filmfolk. Den sista film som han regisserade blev hans tionde engelska film, Under den röda kappan.
År 1936 spelade svenskan Ingrid Bergman i filmen Intermezzo, i regi av Gustaf Molander. Tre år senare så spelade hon i en film med samma titel, samma roll och berättelse, men med ett amerikanskt filmteam bakom. Filmen blev starten på hennes amerikanska karriär. 1942 blev hon internationell stjärna genom sitt framträdande som norskan Ilsa Lund i succéfilmen Casablanca, trots att både hon och hennes medskådespelare Humphrey Bogart ångrade att de hoppat på projektet.. Ingrid blev sedan av Filminstitutet rankad som den fjärde bästa skådespelerskan i Amerika, under Katharine Hepburn, Bette Davis och Audrey Hepburn 
År 1949 blev den första svenska filmen belönad med en Oscar, detta var i kategorin Bästa dokumentär. Filmaren var Arne Sucksdorff, och filmen hette Människor i stad.

### 1950–1984

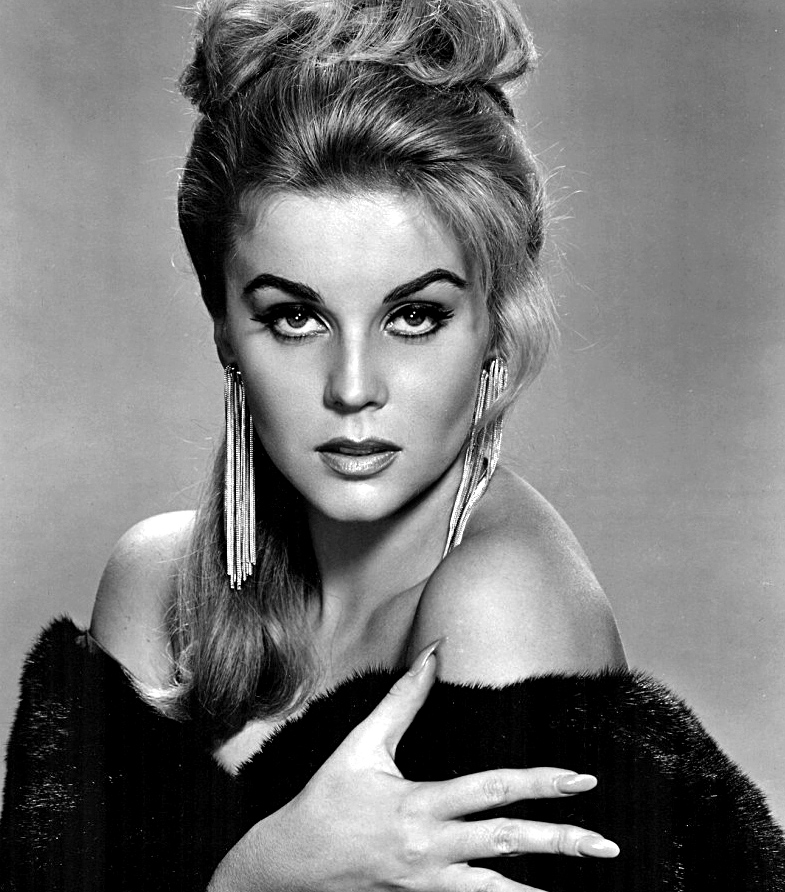
Ann-Margret var en av Hollywoods framstående svenskar under 1960- och 70-talet. Bilden är från början av hennes karriär.

Anita Ekberg gjorde filmdebut i Hollywood 1953. Howard Hughes ville att hon skulle byta namn för att Ekberg var för svårt att uttala. Men hon vägrade och menade att om hon blev känd skulle folk lära sig att uttala hennes namn, och om hon inte blev känd spelade det ingen roll. Ekberg uppmärksammades första gången på film för sin roll i Krig och fred (1956). Ekberg fick dock sina största framgångar i Italien i filmer regisserade av Federico Fellini.
Under 1960-talet hade Ingmar Bergman hunnit bli ett namn. Hans filmer Jungfrukällan och Såsom i en spegel hade gett honom Nordens första mottagare av Oscarn för bästa utländska film, något han skulle vinna två år i rad (vilket han och den italienska regissören Federico Fellini är ensamma om att ha lyckats med), 1961 och 1962. I den förstnämnda filmen så hade Max von Sydow rollen som fadern. Denna film och roll fångade de amerikanska filmskaparnas uppmärksamhet, och samma år som den andra Oscarsvinsten kom blev von Sydow det första valet till att spela en roll i Bond-filmen Agent 007 med rätt att döda som filmens huvudskurk, SPECTRE-medlemmen Doktor Julius No. Han tackade dock nej, och rollen gick istället till den kanadensiska skådespelaren Joseph Wiseman . Efter en liten roll i en västernfilm, fick han istället den betydande huvudrollen som Jesus i George Stevens film Mannen från Nasaret. Filmen blev nominerad till fem Oscar, och satte fart på von Sydows amerikanska karriär.  Året därefter blev han nominerad till en Golden Globe, och följande år kulle han samarbeta med stora regissörer som Sydney Pollack, Ridley Scott, Martin Scorsese och Marcello Mastroianni.
En annan 60-talsstjärna från Sverige i USA var Ann-Margret Olsson, alias Ann-Margret. Hon flyttade redan som barn till USA, men var född i Jämtland. Hon började karriären som sångerska, men komikern George Burns upptäckte henne  och efter två år som filmskådespelare kom genombrottet när hon bara var tjugotvå år gammal med filmen Bye Bye Birdie med bland annat Dick Van Dyke. Nästa roll var i filmen Viva Las Vegas där hon spelade mot Elvis Presley. 1971 blev spelade hon Bobbie i den prisbelönta filmen Köttets lust, själv mottog hon en Golden Globe för sin roll. Fyra år senare spelade hon i musikalfilmen Tommy.
En av de högst rankade regissörerna i Sveriges filmhistoria, Jan Troell, blev efter succéfilmerna Utvandrarna och Nybyggarna inbjuden att spela in film i USA. Han filmade två amerikanska filmer, Zandy's Bride och Orkanen, där han samarbetade med ett par andra svenskar, Max von Sydow och filmfotografen Sven Nykvist. Han blev erbjuden ett tio-filmskontrakt i amerikanska filmer, men han avböjde, då han inte ville flytta från Sverige till USA, och var rädd för att inte få den frihet han fått i de svenska filmproduktionerna. Dessutom fanns planerna för en lockande produktion av Ingenjör Andrées luftfärd.
Britt Ekland var en av Sveriges framstående skådespelare i USA på 60- och 70-talet. Hon blev känd inte minst genom sitt korta äktenskap med komikern Peter Sellers. Hon hade en liten roll i filmen Jagad av agenter, som för övrigt utspelar sig till stor del i Sverige. Hennes första framträdande mot sin make var i filmen Carol for another christmas där hon spelade modern. Idag är hon kanske mest känd för sitt framträdande som bondbrud i filmen Mannen med den gyllene pistolen. Dock var hon inte den enda svenska skådespelaren i filmen, Maud Adams spelar Bondskurkens älskarinna, men som sedan blir en i bondbruds-teamet. Adams skulle också medverka i en annan  Bond-film år 1983, Octopussy, där hon spelade titelrollen (även här bondbrud), och blev genom detta den enda skådespelare som porträtterat två olika bondbrudar.
Maud Adams och Britt Ekland är inte de enda svenskarna som förekommit i Bond-filmer. Dolph Lundgren susar förbi ett ögonblick i Levande måltavla som illasinnad hantlangare. Maud Adams besökte inspelningen av filmen, och medverkade som statist i filmen. Många har försökt att pricka ut henne, men ingen har med full säkerhet lyckats. I Adams andra Bond-film Octopussy spelas hennes undersåte Magda av Kristina Wayborn. Hon porträtterade Greta Garbo i TV-filmen The Silent Lovers (1980). Mary Stävin har också gjort karriär som bondbrud i Levande måltavla. Tidigare nämnda Max von Sydow fick rollen som Bonds ärkefiende, chefen för SPECTRE, Ernst Stavro Blofeld i Never say never again.

### 1985–2004

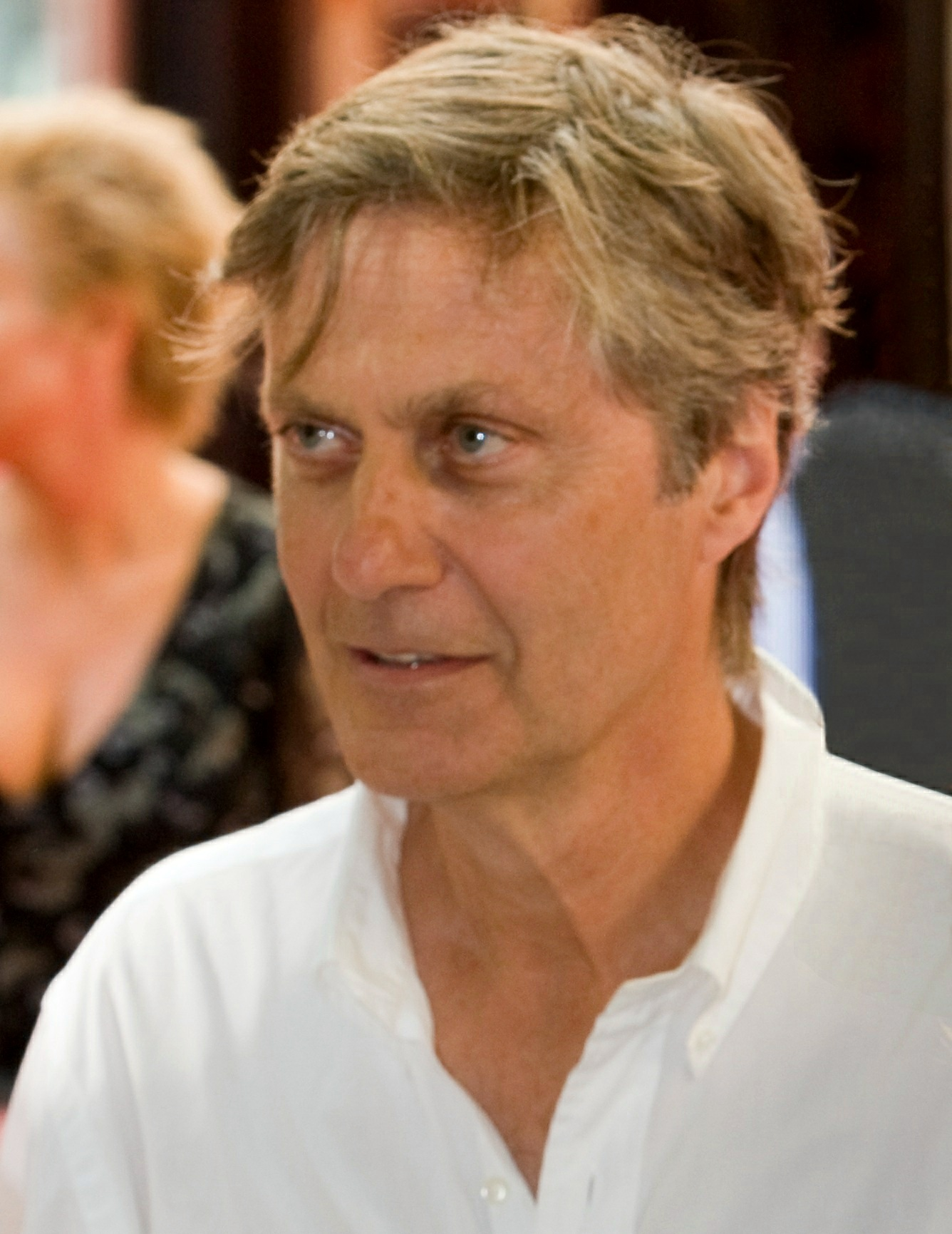
Lasse Hallström.

Den tidigare nämnda fotografen Sven Nykvist fick fart på sin amerikanska karriär under 1980-talet, efter succén med Bergmans film Fanny och Alexander. Han hade redan haft ett fåtal amerikanska projekt sedan det tidiga 1970-talet, men nu tog den fart på allvar. Under denna tid fick han arbeta med regissörer som Woody Allen, Martin Scorsese och Philip Kaufman. Han var även fotograf i den biografiska storfilmen Chaplin, med skådespelare som Robert Downey, Jr. och Anthony Hopkins, regisserad av Oscarbelönade Richard Attenborough.
År 1985 hade Lasse Hallströms film Mitt liv som hund premiär. Filmen blev en av de största succéerna i Sveriges filmhistoria, och tog filmfestivalerna med storm. Två år senare regisserade han sin sista svenska film på tjugofem år, resten var amerikanska . 1994 gifte han sig med den svenska skådespelaren Lena Olin, som också haft karriär i Hollywood, särskilt med sitt framträdande i filmen Varats olidliga lätthet. Vidare skulle Hallström regissera storfilmerna Gilbert Grape (hans genombrott i USA), Ciderhusreglerna och Chocolat. Olin fick även stora framgångar under början på 2000-talet med TV-serien Alias.
Efter ett antal svenska filmer fick Peter Stormare sin första roll inom amerikansk film i Uppvaknanden, med bland annat Robert De Niro.. Det stora genombrottet kom i bröderna Coens film Fargo, där han spelade en skoningslös mördare . Stormare fick utmärkt kritik för sin roll och hans nästa roll blev som skurkaktig dinosauriejägare i Steven Spielbergs film The Lost World: Jurassic Park. Vid ett tillfälle, efter ett litet anfall från en hop av Compys så svär Stormare på det svenska språket. Steven Spielberg har upprepat mönstret att ta fram Stormares svenska språk i sina filmer [källa behövs]. I Spielberg-filmen Minority Report, där Stormare spelar en galen svensk ögondoktor, ropar han på svenska till sin assistent (spelad av Caroline Lagerfelt). Året efter denna film spelade han nazisten Ernst Röhm i TV-filmen Hitler - Ondskans natur. Stormares vän, skådespelaren Stellan Skarsgård har också haft stor karriär i Hollywood. Liksom von Sydow startades Skarsgårds amerikanska karriär i en västernfilm . Han var en av kandidaterna att spela Oscar Schindler i Spielbergs film Schindler's List, och han har påstått att folk misstog honom för Liam Neeson, som spelade den roll i filmen Skarsgård nekades till. Liam Neeson, säger Skarsgård, är den utländska skådespelaren han mest konkurrerar med, eftersom Neeson har tagit två roller som Skarsgård kandiderat till, förutom Schindler's List. Skarsgård kandiderade nämligen till att spela Neesons karaktär i Star Wars-filmerna.. Skarsgård fick senare ändå spela för Spielberg i Amistad (1997). Han spelade även i storfilmen King Arthur (2004), där han spelade saxernas ledare Cedric.
Den svenska Bondvågen stannade av på 90-talet, men i filmen Goldeneye, då Pierce Brosnan spelade rollen som Agent 007, fick polskfödda svenska skådespelaren Izabella Scorupco spela den smarta och vackra ryskan Natalya Simonova, filmens bondbrud. 
En annan svensk som delvis arbetat i USA, är Reine Brynolfsson. Hans enda framträdande är filmen Les Misérables, baserad på originalberättelsen av den berömda franska författaren Victor Hugo.
År 1999 hade ännu en svensk slagit sig in i amerikansk film. Pernilla August fick rollen som Anakins moder Shmi Skywalker i den fjärde Star Wars-filmen Star Wars: Episod I – Det mörka hotet. Hon skulle även återkomma som samma roll i nästa Star Wars-film, Star Wars: Episod II – Klonerna anfaller.
Regissören Mikael Håfström tog sig till USA genom sin Oscarsnominerade film Ondskan, detta efter en Guldbaggebelönad debutfilm i Sverige. Filmen blev såld till 130 länder och var mycket populär i staterna. Därefter började erbjudandena rulla in för den 43-årige regissören. Hans amerikanska projekt har visserligen ofta blivit ogillade av kritiker, men har, med undantag av filmen Shanghai, spelat in stora mängder med pengar. 
År 2004 kom den biografiska filmen The Life and Death of Peter Sellers ut på bioduken. Det fanns inga svenskar bland skådespelarna eller filmteamet, men Charlize Theron porträtterade Sellers andra fru, den tidigare nämnda svenskan Britt Ekland. Ekland själv kritiserade filmen starkt, och gjorde till och med vissa försök att stoppa filmen helt, på grund av att hon ansåg att deras äktenskap porträtterades felaktigt i filmen. Hon kritiserade regissören Stephen Hopkins för att ha skapat en alltför snäll bild av den kända komikern och skådespelaren, sättet det paret träffas och skiljs åt i filmen är felaktigt, och i filmen så slår Sellers sin fru. "Han misshandlade mig verbalt" har Britt Ekland sagt. Trots detta så kom hon till premiären i London, hand i hand med skådespelaren Charlize Theron.

### 2005–nutid
År 2006 kom filmen Storm ut på svenska biografer. Filmen regisserades av Måns Mårlind och Björn Stein och den blev deras väg till Hollywood. Året efter Storm kom de fram i världen med sin Hollywood-debut, filmen Shelter, med Julianne Moore och Jonathan Rhys Meyers i huvudrollerna . Men det skulle ändå dröja ytterligare fem år innan deras amerikanska genombrott kom upp på biodukarna, Underworld: Awakening. Filmen hade en budget på 70 miljoner dollar, men redan i april samma år hade den samlat in 160 miljoner dollar, och nådde den amerikanska biotoppens etta. Också i ett tjugotal andra länder kom filmen upp på biotopparnas topp .
Musikalfilmer med svenska inslag är det inte så gott om i USA. Men den mest uppenbara är publiksuccén Mamma Mia!, där den svenska popgruppen Abba står för sångerna och musiken. Stellan Skarsgård medverkar i filmen som en svensk äventyrare, och en av de tre alternativa papporna i filmen.
2006 fick även Stellan Skarsgård ett gott framträdande i en roll som skulle göra honom känd för den lite yngre publiken i världen, "Bootstrap" Bill Turner i Pirates of the Caribbean - Död mans kista.
År 2009 var ett år då flera svenskar fick framgång i Hollywood. Millennium-filmerna blev fleras vägar till Hollywood, främst för Noomi Rapace. Filmerna spelade in över 100 miljoner dollar , och Rapace fick god kritik för sin tolkning av den unga, mystiska och hårt drabbade hackern Lisbeth Salander. I september 2010 blev det klart att hon skulle spela en roll i den kommande filmen Sherlock Holmes 2 . Hon var även ett tag tänkt för rollen som Greta i en modern filmatisering av den klassiska sagan om Hans och Greta, men förlorade rollen till Gemma Arterton . Istället blev Rapace favoriten att spela Elizabeth Shaw i Ridley Scotts film Prometheus, i vilken hon slog bl.a. Anne Hathaway, Natalie Portman och Arterton i förhandlingarna om rollen , som hon tog i januari 2011. Ungefär samtidigt blev hon nominerad till en BAFTA Award för sin roll i den första Millennium-filmen Män som hatar kvinnor . Hennes filmbolag ordnade en kampanj för henne att kanditera till vinsten av en Oscar . Hennes motspelare i Män som hatar kvinnor, Mikael Nyqvist, fick också framgångar efter filmerna. Efter ett amerikanskt framträdande som skurkaktig hantlangare i Abduction  fick han rollen som huvudskurk i den fjärde Mission Impossible-filmen, där han för övrigt även spelade svensk.
Nu fick också svensk-kanadensiska skådespelaren Malin Åkerman sitt genombrott inom långfilmen med sin roll i den actionfyllda superhjältefilmen Watchmen . Tidigare hade hon varit med i bl.a. de romantiska komedierna 27 Dresses, The Heartbreak Kid och TV-serien The Comeback, men nu som sexig actionhjälte fick hon även filmprisjuryns ögon på sig. Efter detta fick hon fullt upp, och sedan dess har hon inte haft mindre än två långfilmsprojekt om året, och ses därför som en av de mest framstående svenskarna inom Hollywood idag. Hon blev även av tidningen Maxim satt i listan över de "100 sexigaste kvinnorna i världen" på en 59:e plats .
Den svenska skådespelaren Gustav Hammarsten fick den stora rollen som Lutz i filmen Brüno, titelrollens agent. Hammarsten blev mycket efterfrågad av amerikanska filmskapare efter det framträdandet, men han avböjde då han hade sin familj i Sverige..

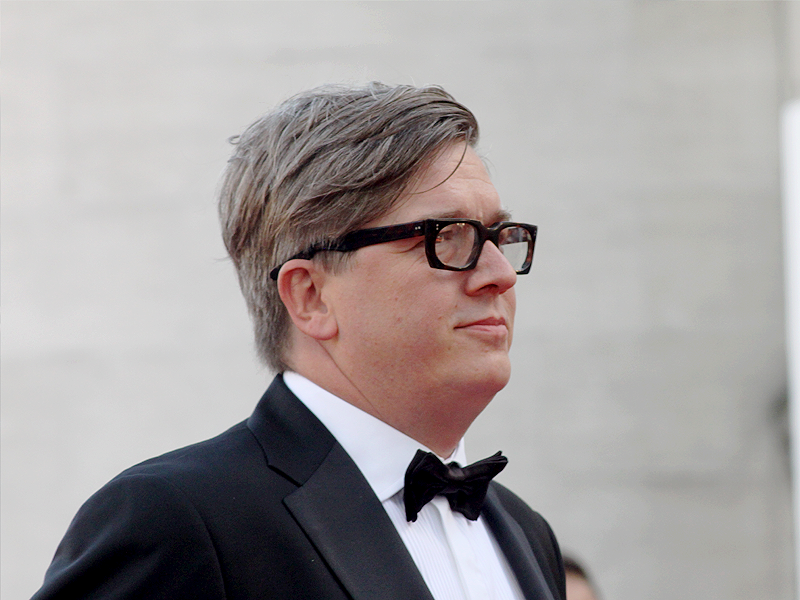
Tomas Alfredson gjorde succé när han regisserade filmen Tinker Tailor Soldier Spy. Här syns han vid den engelska premiären av filmen.

Tillsammans med Män som hatar kvinnor och filmen blev filmen Låt den rätte komma in den svenska huvudsakliga kandidaten på Europas filmfestivaler. Regissören Tomas Alfredson fick inte mindre än 30 personliga nomineringar i olika kategorier på olika filmgalor och filmen blev hans internationella genombrott som regissör. Samma år så erbjöds han att spela in en film i USA, The Danish Girl, som handlar om dansken Einar Mogens Wegener, som var den första att ingå fullständigt könsbyte, med Nicole Kidman i huvudrollen, men han avböjde och uppdraget gick istället till Lasse Hallström.  Sommaren 2010 blev det dock klart att Alfredson skulle regissera filmatiseringen av John le Carrés spionroman Mullvaden. Det fanns ett litet antal svenska inslag i denna film, bl.a. så hör man hur den svenska operasångaren Jussi Björling sjunger Land, du välsignade i bakgrunden av allra första scenen. Filmen, Tinker, Tailor, Soldier, Spy, blev väl mottagen bland kritikerna. Medelbetyget ligger bland de svenska kritikerna på 4,2. I filmen fick Alfredson arbeta med skådespelare som Gary Oldman, Colin Firth och John Hurt.
En annan Män som hatar kvinnor-skådespelare som kom till USA var David Dencik, som år 2011 inte medverkade i mindre än tre internationella långfilmproduktioner. Han var med i Tomas Alfredsons Tinker, Tailor, Soldier, Spy där han spelade den högrankade Toby Esterhase, "Poorman", för vilken han fick bra kritik. Han fick spela i Steven Spielbergs dramatiska krigsfilm War Horse där han var en tysk lägerofficer. Snart kom också filmen The Girl with the Dragon Tattoo upp på biograferna. Filmen var en amerikansk version av Män som hatar kvinnor. Den spelades in i Sverige, med David Fincher som regissör och med skådespelare som Daniel Craig, Rooney Mara och Joely Richardson. Rollistan var även fylld av svenska skådespelare, bl.a. Stellan Skarsgård, Per Myrberg, Ulf Friberg, Joel Kinnaman och Gustav Hammarsten. Även Max von Sydow var planerad att få en plats i rollistan som den viktiga karaktären Henrik Vanger, men rollen gick istället till Christopher Plummer . Dencik spelade kommissarie Gustav Morell i tillbakablickarna till 1966. Svenska språket användes inte i filmen, men de svenska skådespelarna använde sig av den svenska brytningen vid namnuttalanden.
Skarsgård-familjen drog sig också västerut med tiden. Stellan Skarsgårds äldste son Alexander Skarsgård fick sitt genombrott i USA med TV-serien True Blood där han spelade vampyren Eric, en roll han hyllades för och som skulle vara till hjälp för honom senare i karriären. Ett av hans största framträdanden var i science fiction-filmen Battleship där han spelade mot bl.a. popsångerskan Rihanna och skådespelaren Liam Neeson.
Tre år tidigare hade Alexander Skarsgård gjort ett mycket omtalat framträdande i Lady Gagas musikvideo till hennes egen sång Paparazzi. I inledningen till videon ligger paret i sängen och pratar kärleksfullt på det svenska språket.  Filmen regisserades av Jonas Åkerlund, som sedan även regisserade den uppföljande musikvideon till denna, den till sången Telephone.
2010 filmatiserades Jens Lapidus bok Snabba cash i Sverige. Två inom det filmprojektet skulle gå så långt som till staterna: Joel Kinnaman och Daniel Espinosa. Kinnaman, som spelade huvudpersonen JW i filmen Snabba cash, fick uppmärksamhet i USA och fick en roll i TV-serien The Killing. Han fick senare även en roll i The Girl with the Dragon Tattoo där han spelade journalisten Christer Malm (en roll som Jacob Ericksson spelade i den svenska versionen), och han var även nära att knipa huvudrollen i filmen Thor . Han och regissören Espinosa återförenades i den första amerikanska filmen som regisserades av Espinosa, Safe House.
Helena Mattsson föddes i Stockholm, men flyttade som ung till England för att spela teater. År 2007 fick hon en mycket liten roll i Americanizing Shelley där hon spelade skådespelare. Hennes amerikanska karriär fortsatte, men hon är nog idag mest känd i Sverige med sin lilla roll som Rebecca i storfilmen Iron Man 2 . Idag bor hon delvis i USA och delvis i Sverige, men filmkarriären fortsätter till största del i staterna.
Efter Bröllopsfotografen, fick Tuva Novotny amerikansk uppmärksamhet och ombads vara med i en film i USA. Hennes internationella genombrott kom när hon spelade mot skådespelaren Julia Roberts i Lyckan, kärleken och meningen med livet där hon spelade huvudrollens svenska vän.
När Max von Sydow 2011 nominerades till en Oscar för bästa manliga biroll för sin stumma roll i Extremt högt och otroligt nära blev han den näst äldsta personen att bli nominerad i denna kategori. Rekordet innehas av Hal Holbrook och det skiljer bara femtio dagar mellan första- och andraplatsen .
Den 22 augusti 2012 var det svensk biopremiär för filmen The Expendables 2, där svenskan Amanda Ooms medverkar som krypskytten Pilar . Ooms har beskrivit henne som ledare över ett gäng kvinnor i någon bulgarisk by, och som pratar konstig engelska. 
Den 26 oktober  2012 kom Agent 007, James Bond åter upp både på amerikanska och svenska biografer, i den 23:e  Bond-filmen Skyfall. Huvudskurken i filmen spelas Javier Bardem , men också svensken Ola Rapace (Noomis exmake) bidrar med en roll i filmen. Efter att regissören Sam Mendes sett filmen Tillsammans blev Rapace kontaktad och erbjuden en roll som hantlangare till skurken, en fransk, känslokall, våldnjutande man vid namn Patrice . Även Jens Hultén medverkade i filmen, även han som en av huvudskurkens hantlangare . Under en provfilmning i Sverige träffade han slutligen Casting-agenten: 
 Jag fick läsa upp en monolog Mads Mikkelsen hade i "Casino Royale". Jag visste inte då att rollen inte skulle ha någon dialog, men de vill nog se hur vi agerade. Jag berättade att jag hade hållit på med kampsport och då frågade hon mig om jag kunde köra actionscenerna själv. Nästa steg blev att åka till Pinewood Studios och träffa Sam Mendes och gänget. När jag väl kom hem fick jag ett mail där de frågade om jag skulle vara intresserad av att bli en i Bardems entourage, om jag inte skulle få rollen som Ola fick. Så blev det också.
Efter rollen i filmen Till det som är vackert fick Alicia Vikander fått flera internationella roller. Hon blev en av 2011 års "Shooting Stars". Efter ett avhopp från Saoirse Ronan fick hon rollen som Kitty i den kommande skildringen av Lev Tolstojs roman Anna Karenina, med Kiera Knightley i huvudrollen. Hon var också en av kandidaterna till att spela Snövit i Rupert Sanders film Snow White and the Huntsman , och vid månadsskiftet november-december 2012 var hon en av de tre kandidaterna att spela Askungen i Mark Romaneks nya Disneyfilmatisering av den klassiska sagan. Hon konkurrerade om rollen mot Saoirse Ronan och Gabriella Wilde.

## Lista över svenska vinnare och nominerade av Golden Globe

### Bästa regi
| År   | Regissör       | Filmtitel           | Resultat  |
| ---- | -------------- | ------------------- | --------- |
| 1984 | Ingmar Bergman | Fanny och Alexander | Nominerad |

### Bästa manliga huvudroll – Drama
| År   | Skådespelare  | Filmtitel | Resultat  |
| ---- | ------------- | --------- | --------- |
| 1967 | Max von Sydow | Hawaii    | Nominerad |

### Bästa manliga biroll
| År   | Skådespelare  | Filmtitel  | Resultat  |
| ---- | ------------- | ---------- | --------- |
| 1974 | Max von Sydow | Exorcisten | Nominerad |

### Bästa kvinnliga huvudroll – Drama
| År   | Skådespelare    | Filmtitel                | Resultat  |
| ---- | --------------- | ------------------------ | --------- |
| 1945 | Ingrid Bergman  | Gasljus                  | Vann      |
| 1946 | Ingrid Bergman  | The Bells of St. Mary's  | Vann      |
| 1957 | Ingrid Bergman  | Anastasia                | Vann      |
| 1959 | Ingrid Bergman  | Värdshuset sjätte lyckan | Nominerad |
| 1979 | Ingrid Bergman  | Höstsonaten              | Nominerad |
| 2016 | Alicia Vikander | The Danish Girl          | Nominerad |

### Bästa kvinnliga huvudroll – Musikal eller komedi
| År   | Skådespelare   | Filmtitel      | Resultat  |
| ---- | -------------- | -------------- | --------- |
| 1959 | Ingrid Bergman | Indiskret      | Nominerad |
| 1964 | Ann-Margret    | Bye Bye Birdie | Nominerad |
| 1970 | Ingrid Bergman | Kaktusblomman  | Nominerad |
| 1976 | Ann-Margret    | Tommy          | Vann      |

### Bästa kvinnliga biroll
| År   | Skådespelare    | Filmtitel               | Resultat  |
| ---- | --------------- | ----------------------- | --------- |
| 1972 | Ann-Margret     | Köttets lust            | Vann      |
| 1978 | Ann-Margret     | Joseph Andrews          | Nominerad |
| 1989 | Lena Olin       | Varats olidliga lätthet | Nominerad |
| 2016 | Alicia Vikander | Ex Machina              | Nominerad |

### Bästa utländska film
| År   | Regissör        | Filmtitel                      | Resultat  |
| ---- | --------------- | ------------------------------ | --------- |
| 1961 | Ingmar Bergman  | Jungfrukällan                  | Vann      |
| 1962 | Ingmar Bergman  | Såsom i en spegel              | Vann      |
| 1968 | Bo Widerberg    | Elvira Madigan                 | Nominerad |
| 1969 | Ingmar Bergman  | Skammen                        | Nominerad |
| 1970 | Bo Widerberg    | Ådalen 31                      | Nominerad |
| 1973 | Jan Troell      | Utvandrarna                    | Vann      |
| 1973 | Jan Troell      | Nybyggarna                     | Vann      |
| 1973 | Ingmar Bergman  | Viskningar och rop             | Nominerad |
| 1975 | Ingmar Bergman  | Scener ur ett äktenskap        | Vann      |
| 1976 | Ingmar Bergman  | Trollflöjten                   | Nominerad |
| 1977 | Ingmar Bergman  | Ansikte mot ansikte            | Vann      |
| 1979 | Ingmar Bergman  | Höstsonaten                    | Nominerad |
| 1984 | Ingmar Bergman  | Fanny och Alexander            | Vann      |
| 1988 | Lasse Hallström | Mitt liv som hund              | Vann      |
| 2009 | Jan Troell      | Maria Larssons eviga ögonblick | Nominerad |
| 2015 | Ruben Östlund   | Turist                         | Nominerad |
| 2018 | Ruben Östlund   | The Square                     | Nominerad |

### Bästa sång
| År   | Musik och text                                                  | Låtittel och filmtitel                           | Resultat  |
| ---- | --------------------------------------------------------------- | ------------------------------------------------ | --------- |
| 2017 | Max Martin Shellback (tillsammans med Justin Timberlake)        | "Can’t Stop the Feeling!" från Trolls            | Nominerad |
| 2020 | Ilya Salmanzadeh (tillsammans med Beyoncé och Timothy McKenzie) | "Spirit" från Lejonkungen                        | Nominerad |
| 2023 | Ludwig Göransson (tillsammans med Ryan Coogler)                 | "Lift Me Up" från Black Panther: Wakanda Forever | Nominerad |

### Bästa musik
| År   | Kompositör       | Film          | Resultat  |
| ---- | ---------------- | ------------- | --------- |
| 2019 | Ludwig Göransson | Black Panther | Nominerad |
| 2020 | Ludwig Göransson | Tenet         | Nominerad |
| 2024 | Ludwig Göransson | Oppenheimer   | Vann      |

### Bästa kvinnliga huvudroll i miniserie för television
| År   | Skådespelare   | TV-serie                                | Resultat  |
| ---- | -------------- | --------------------------------------- | --------- |
| 1983 | Ingrid Bergman | A Woman Called Golda                    | Vann      |
| 1984 | Ann-Margret    | Who Will Love My Children               | Vann      |
| 1985 | Ann-Margret    | A Streetcar Named Desire                | Vann      |
| 1988 | Ann-Margret    | Den andra Mrs. Greenville               | Nominerad |
| 1999 | Ann-Margret    | Pamela Harriman – århundradets kurtisan | Nominerad |

### Bästa manliga biroll i en TV-serie, miniserie eller TV-film
| År   | Skådespelare        | TV-serie        | Resultat  |
| ---- | ------------------- | --------------- | --------- |
| 2018 | Alexander Skarsgård | Big Little Lies | Vann      |
| 2020 | Stellan Skarsgård   | Chernobyl       | Vann      |
| 2024 | Alexander Skarsgård | Succession      | Nominerad |

### Bästa kvinnliga nykomling
| År   | Skådespelare                                                    | Resultat |
| ---- | --------------------------------------------------------------- | -------- |
| 1962 | Ann-Margret (tillsammans med Jane Fonda och Christine Kaufmann) | Vann     |

## Amerikanska remakes
USA har sedan tidig filmhistoria gjort sina egna versioner av svenska filmer och böcker. En av de första var den tidigare nämnda svenska filmen Intermezzo som fick en amerikansk remake (se Intermezzo), producerad av senare Oscarsbelönade David O. Selznick.
Fem år efter den senare filmen skulle den svenska författaren Astrid Lindgren släppa första boken om Pippi Långstrump. Den och de senare böckerna skulle bli förlaga till den amerikanska filmen om Pippi: Pippi Långstrump - Starkast i världen från 1988, regisserad och producerad av Ken Annakin. I januari 2011 blev det framkommet i pressen att Debra Granik, regissören till Winter's Bone, diskuterar med sin producent Anne Rosellini om en ny filmatisering av den kända barnboksfiguren .
År 2002 kom den svenska filmen Den osynlige ut. 2006 hade den amerikanska filmen The Invisible premiär. Filmen var en remake av Den osynlige, men hade många olika skillnader från originalfilmen förutom de amerikanska namnbytningarna och att utspelningsplatsen ändrades till Vancouver, Kanada.
År 2009 hade den svenska filmen Låt den rätte komma in, baserad på John Ajvide Lindqvists bok med samma namn, stor succé i USA. Sommaren samma år kom planer ut till media om att man skulle låta göra en amerikansk remake. Titel och regissör angavs nästan genast, Let Me In och Matt Reeves och i juli och oktober blev det klart att Kodi Smit-McPhee och Chloë Moretz skulle spela huvudrollerna . Till skillnad från originalfilmen och boken så utspelas berättelsen i USA, närmare bestämt Los Alamos, istället för Blackeberg i Sverige. Filmen fick goda kritiker och ett flertal nomineringar och vinster på mångfaldiga filmfestivaler. Samma år som Låt den rätte komma in satt uppe på de amerikanska biodukarna så gjorde Män som hatar kvinnor triumf i världen. I april 2010 bekräftades både idén om en remake och regissörens namn: David Fincher . Carey Mulligan var det första alternativet för att spela Lisbeth Salander, men Fincher bad om att få en mer okänd skådespelare. Valet gick till Rooney Mara, som Fincher hade arbetat med tidigare, i Social Network. I juli blev Daniel Craig klar för rollen som journalisten Mikael Blomkvist . Filmen, The Girl with the Dragon Tattoo, blev inte den braksuccé som filmskaparna hoppats på, men den samlade snart upp sin budget, nådde Biotoppens tredjeplats i Sverige och nominerades till fem Oscars. Dock så har The Girl with the Dragon Tattoo flera skildringar från filmen och är en helt ny skildring av Stieg Larssons originalberättelse, dock även med vissa ändringar från det hållet också.
År 2008 blev Sverige känt inom brittisk TV-film, när skådespelaren Kenneth Branagh dök upp som den svenska kriminalaren Kurt Wallander i BBC:s version av den svenska filmserien, baserad på Henning Mankells romaner . Den brittiska filmserien blev en stor succé och gav upphov till en ytterligare säsong med filmer.

## Urval av filmarbetare med svenska rötter

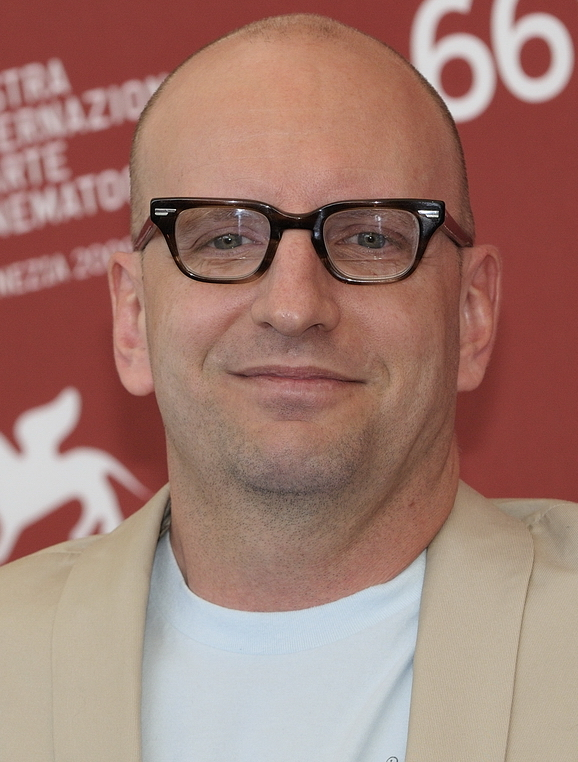
Steven Soderberghs farfar var en svensk utvandrare.

Nedan syns ett urval av filmarbetare som haft en viss karriär i USA och Hollywood med delvis svenska rötter i släkten:
- Jake Gyllenhaal – amerikansk skådespelare vars farfars farfar, Anders Leonard Gyllenhaal, var svensk.
- Uma Thurman – amerikansk skådespelerska och modell vars mormor Birgit Holmquist var svensk.  [69][70]
- Candice Bergen – amerikansk skådespelerska och modell vars farföräldrar var svenska utvandrare till USA.
- Gloria Swanson – amerikanska stumfilms-skådespelerska med svensk släkt på avlägset håll på faderns sida.
- Kirsten Dunst – amerikansk skådespelerska vars mormors farföräldrar var svenskar.[71]
- Michelle Pfeiffer – amerikansk skådespelerska vars mormorsmor Amanda Olsson var svensk.[72].
- Susan Hayward – amerikansk Oscarsbelönad skådespelerska vars morföräldrar kom från Sverige.
- Eva Green – fransk skådespelerska med stor karriär i Hollywood. Hennes mor är fransk och far är svensk. (Eva hade även en roll som bondbrud i Casino Royale.)
- Julia Roberts – amerikansk skådespelerska med engelska, skotska, tyska, walesisa, irländska och svenska anor. Hennes morfars mor utvandrade från Säffle i Värmland till USA, som treåring [73].
- Steven Soderbergh – är en amerikansk filmproducent och regissör vars farfar utvandrade från Stockholm till USA.
- Jon Heder – är en amerikansk skådespelare vars farföräldrar kom från Sverige, deras namn var tidigare Olafsen.[74].
- Kim Basinger – amerikansk skådespelerska och sångare med tyska, cherokeeindianska och svenska anor, det är dock oklart på vilken sida av släkten och hur många generationer tillbaka.[75].
- Emma Stone – amerikansk skådespelare med en farfar av svensk härkomst som emigrerade till USA [76].
- Kris Kristofferson – amerikansk sångare och filmskådespelare vars farfar var en svensk officer som utvandrade till Amerika [77].
- Mark Wahlberg – amerikansk skådespelare vars farfars farfar var svensk.[78].